# Entropia diferencial

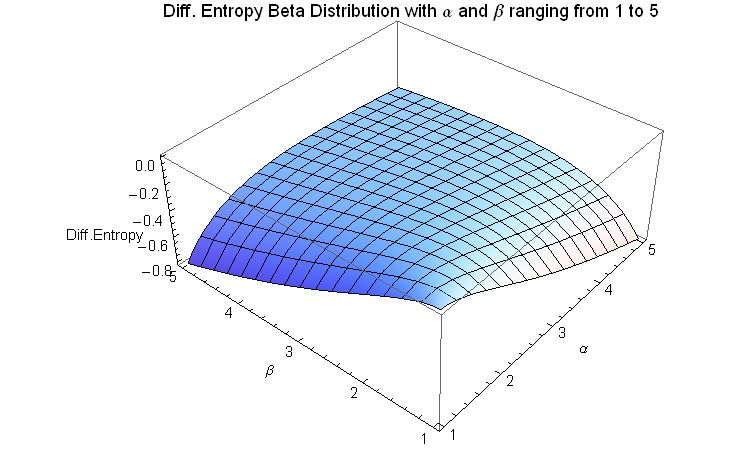
Distribució beta d'entropia diferencial per alfa i beta de l'1 al 5.

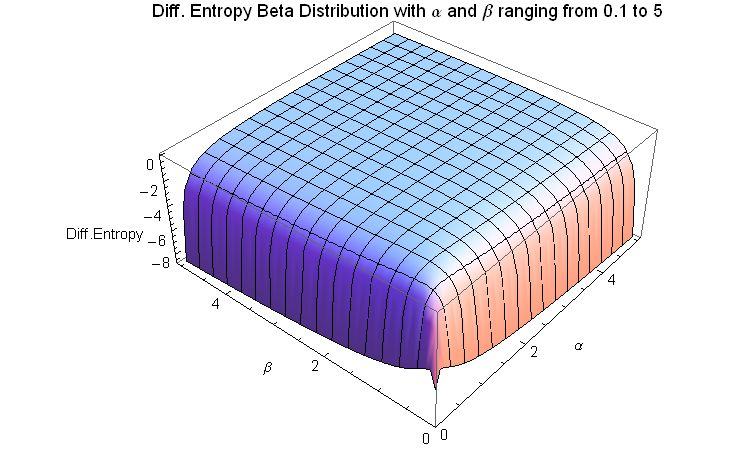
Distribució beta d'entropia diferencial per alfa i beta de 0,1 a 5.

L'entropia diferencial (també anomenada entropia contínua ) és un concepte en teoria de la informació que va començar com un intent de Claude Shannon d'estendre la idea d'entropia (Shannon), una mesura de la mitjana (sorpresa) d'una variable aleatòria, a distribucions de probabilitat contínues. Malauradament, Shannon no va derivar aquesta fórmula, i més aviat va suposar que era l'anàleg continu correcte de l'entropia discreta, però no ho és. :181–218La versió contínua real de l'entropia discreta és la densitat limitant de punts discrets (LDDP). L'entropia diferencial (descrita aquí) es troba habitualment a la literatura, però és un cas límit del LDDP i que perd la seva associació fonamental amb l'entropia discreta.
Pel que fa a la teoria de la mesura, l'entropia diferencial d'una mesura de probabilitat és l'entropia relativa negativa d'aquesta mesura a la mesura de Lebesgue, on aquesta última es tracta com si fos una mesura de probabilitat, tot i no estar normalitzada.
Definició
Deixar {\displaystyle X} ser una variable aleatòria amb una funció de densitat de probabilitat {\displaystyle f} el suport dels quals és un conjunt {\displaystyle {\mathcal {X}}} . L' entropia diferencial {\displaystyle h(X)} o {\displaystyle h(f)} es defineix com :243
| {\displaystyle h(X)=\operatorname {E} [-\log(f(X))]=-\int _{\mathcal {X}}f(x)\log f(x)\,dx} |

Per a distribucions de probabilitat que no tenen una expressió de funció de densitat explícita, però tenen una expressió de funció quantil explícita, {\displaystyle Q(p)}, doncs {\displaystyle h(Q)} es pot definir en termes de la derivada de {\displaystyle Q(p)} és a dir, la funció de densitat quantil {\displaystyle Q'(p)} com
{\displaystyle h(Q)=\int _{0}^{1}\log Q'(p)\,dp}
Igual que amb el seu analògic discret, les unitats d'entropia diferencial depenen de la base del logaritme, que sol ser 2 (és a dir, les unitats són bits). Vegeu unitats logarítmiques per als logaritmes presos en diferents bases. Els conceptes relacionats com ara conjunt, entropia diferencial condicional i entropia relativa es defineixen de manera similar. A diferència de l'analògic discret, l'entropia diferencial té un desplaçament que depèn de les unitats utilitzades per mesurar {\displaystyle X}. :183–184Per exemple, l'entropia diferencial d'una quantitat mesurada en mil·límetres serà log(1000) més que la mateixa quantitat mesurada en metres; una quantitat adimensional tindrà una entropia diferencial de log(1000) més que la mateixa quantitat dividida per 1000.
Cal tenir cura en intentar aplicar les propietats de l'entropia discreta a l'entropia diferencial, ja que les funcions de densitat de probabilitat poden ser superiors a 1. Per exemple, la distribució uniforme {\displaystyle {\mathcal {U}}(0,1/2)} té entropia diferencial negativa ; és a dir, està millor ordenat que {\displaystyle {\mathcal {U}}(0,1)} com es mostra ara
{\displaystyle \int _{0}^{\frac {1}{2}}-2\log(2)\,dx=-\log(2)\,}
sent inferior a la de {\displaystyle {\mathcal {U}}(0,1)} que té entropia diferencial zero . Per tant, l'entropia diferencial no comparteix totes les propietats de l'entropia discreta.

## Entropies diferencials per a diverses distribucions
A la taula següent {\displaystyle \Gamma (x)=\int _{0}^{\infty }e^{-t}t^{x-1}dt} és la funció gamma, {\displaystyle \psi (x)={\frac {d}{dx}}\ln \Gamma (x)={\frac {\Gamma '(x)}{\Gamma (x)}}} és la funció digamma, {\displaystyle B(p,q)={\frac {\Gamma (p)\Gamma (q)}{\Gamma (p+q)}}} és la funció beta i γ E és la constant d'Euler. :219–230
| Nom de la distribució | Funció de densitat de probabilitat (pdf) | Entropia diferencial en nats |
| --------------------- | --- | --- |
| Uniforme              | {\displaystyle f(x)={\frac {1}{b-a}}} | {\displaystyle \ln(b-a)\,} |
| Normal                | {\displaystyle f(x)={\frac {1}{\sqrt {2\pi \sigma ^{2}}}}\exp \left(-{\frac {(x-\mu )^{2}}{2\sigma ^{2}}}\right)} | {\displaystyle \ln \left(\sigma {\sqrt {2\,\pi \,e}}\right)} |
| Exponencial           | {\displaystyle f(x)=\lambda \exp \left(-\lambda x\right)} | {\displaystyle 1-\ln \lambda \,} |
| Rayleigh              | {\displaystyle f(x)={\frac {x}{\sigma ^{2}}}\exp \left(-{\frac {x^{2}}{2\sigma ^{2}}}\right)} | {\displaystyle 1+\ln {\frac {\sigma }{\sqrt {2}}}+{\frac {\gamma _{E}}{2}}} |
| Beta                  | {\displaystyle f(x)={\frac {x^{\alpha -1}(1-x)^{\beta -1}}{B(\alpha ,\beta )}}} for {\displaystyle 0\leq x\leq 1} | {\displaystyle \ln B(\alpha ,\beta )-(\alpha -1)[\psi (\alpha )-\psi (\alpha +\beta )]\,}{\displaystyle -(\beta -1)[\psi (\beta )-\psi (\alpha +\beta )]\,} |
| Cauchy                | {\displaystyle f(x)={\frac {\gamma }{\pi }}{\frac {1}{\gamma ^{2}+x^{2}}}} | {\displaystyle \ln(4\pi \gamma )\,} |
| Chi                   | {\displaystyle f(x)={\frac {2}{2^{k/2}\Gamma (k/2)}}x^{k-1}\exp \left(-{\frac {x^{2}}{2}}\right)} | {\displaystyle \ln {\frac {\Gamma (k/2)}{\sqrt {2}}}-{\frac {k-1}{2}}\psi \left({\frac {k}{2}}\right)+{\frac {k}{2}}} |
| Chi-quadrat           | {\displaystyle f(x)={\frac {1}{2^{k/2}\Gamma (k/2)}}x^{{\frac {k}{2}}\!-\!1}\exp \left(-{\frac {x}{2}}\right)} | {\displaystyle \ln 2\Gamma \left({\frac {k}{2}}\right)-\left(1-{\frac {k}{2}}\right)\psi \left({\frac {k}{2}}\right)+{\frac {k}{2}}} |
| Erlang                | {\displaystyle f(x)={\frac {\lambda ^{k}}{(k-1)!}}x^{k-1}\exp(-\lambda x)} | {\displaystyle (1-k)\psi (k)+\ln {\frac {\Gamma (k)}{\lambda }}+k} |
| F                     | {\displaystyle f(x)={\frac {n_{1}^{\frac {n_{1}}{2}}n_{2}^{\frac {n_{2}}{2}}}{B({\frac {n_{1}}{2}},{\frac {n_{2}}{2}})}}{\frac {x^{{\frac {n_{1}}{2}}-1}}{(n_{2}+n_{1}x)^{\frac {n_{1}+n2}{2}}}}}                      | {\displaystyle \ln {\frac {n_{1}}{n_{2}}}B\left({\frac {n_{1}}{2}},{\frac {n_{2}}{2}}\right)+\left(1-{\frac {n_{1}}{2}}\right)\psi \left({\frac {n_{1}}{2}}\right)-}{\displaystyle \left(1+{\frac {n_{2}}{2}}\right)\psi \left({\frac {n_{2}}{2}}\right)+{\frac {n_{1}+n_{2}}{2}}\psi \left({\frac {n_{1}\!+\!n_{2}}{2}}\right)} |
| Gamma                 | {\displaystyle f(x)={\frac {x^{k-1}\exp(-{\frac {x}{\theta }})}{\theta ^{k}\Gamma (k)}}} | {\displaystyle \ln(\theta \Gamma (k))+(1-k)\psi (k)+k\,} |
| Laplace               | {\displaystyle f(x)={\frac {1}{2b}}\exp \left(-{\frac {\|x-\mu \|}{b}}\right)} | {\displaystyle 1+\ln(2b)\,} |
| Logistic              | {\displaystyle f(x)={\frac {e^{-x/s}}{s(1+e^{-x/s})^{2}}}} | {\displaystyle \ln s+2\,} |
| Lognormal             | {\displaystyle f(x)={\frac {1}{\sigma x{\sqrt {2\pi }}}}\exp \left(-{\frac {(\ln x-\mu )^{2}}{2\sigma ^{2}}}\right)}                                                                                                   | {\displaystyle \mu +{\frac {1}{2}}\ln(2\pi e\sigma ^{2})} |
| Maxwell–Boltzmann     | {\displaystyle f(x)={\frac {1}{a^{3}}}{\sqrt {\frac {2}{\pi }}}\,x^{2}\exp \left(-{\frac {x^{2}}{2a^{2}}}\right)} | {\displaystyle \ln(a{\sqrt {2\pi }})+\gamma _{E}-{\frac {1}{2}}} |
| Generalized normal    | {\displaystyle f(x)={\frac {2\beta ^{\frac {\alpha }{2}}}{\Gamma ({\frac {\alpha }{2}})}}x^{\alpha -1}\exp(-\beta x^{2})}                                                                                              | {\displaystyle \ln {\frac {\Gamma (\alpha /2)}{2\beta ^{\frac {1}{2}}}}-{\frac {\alpha -1}{2}}\psi \left({\frac {\alpha }{2}}\right)+{\frac {\alpha }{2}}} |
| Pareto                | {\displaystyle f(x)={\frac {\alpha x_{m}^{\alpha }}{x^{\alpha +1}}}} | {\displaystyle \ln {\frac {x_{m}}{\alpha }}+1+{\frac {1}{\alpha }}} |
| Student's t           | {\displaystyle f(x)={\frac {(1+x^{2}/\nu )^{-{\frac {\nu +1}{2}}}}{{\sqrt {\nu }}B({\frac {1}{2}},{\frac {\nu }{2}})}}}                                                                                                | {\displaystyle {\frac {\nu \!+\!1}{2}}\left(\psi \left({\frac {\nu \!+\!1}{2}}\right)\!-\!\psi \left({\frac {\nu }{2}}\right)\right)\!+\!\ln {\sqrt {\nu }}B\left({\frac {1}{2}},{\frac {\nu }{2}}\right)} |
| Triangular            | {\displaystyle f(x)={\begin{cases}{\frac {2(x-a)}{(b-a)(c-a)}}&\mathrm {for\ } a\leq x\leq c,\\[4pt]{\frac {2(b-x)}{(b-a)(b-c)}}&\mathrm {for\ } c<x\leq b,\\[4pt]\end{cases}}}                                        | {\displaystyle {\frac {1}{2}}+\ln {\frac {b-a}{2}}} |
| Weibull               | {\displaystyle f(x)={\frac {k}{\lambda ^{k}}}x^{k-1}\exp \left(-{\frac {x^{k}}{\lambda ^{k}}}\right)} | {\displaystyle {\frac {(k-1)\gamma _{E}}{k}}+\ln {\frac {\lambda }{k}}+1} |
| Multivariate normal   | {\displaystyle f_{X}({\vec {x}})=}{\displaystyle {\frac {\exp \left(-{\frac {1}{2}}({\vec {x}}-{\vec {\mu }})^{\top }\Sigma ^{-1}\cdot ({\vec {x}}-{\vec {\mu }})\right)}{(2\pi )^{N/2}\left\|\Sigma \right\|^{1/2}}}} | {\displaystyle {\frac {1}{2}}\ln\{(2\pi e)^{N}\det(\Sigma )\}} |